# Cañada del Fenollar
Cañada del Fenollar (La Canyada del Fenollar en valenciano), conocida popularmente como La Cañada, es una entidad singular de población y núcleo de población del municipio español de Alicante. Limita al norte con El Moralet, al sur con la sierra de Fontcalent, al oeste con La Alcoraya y Verdegás, y al este con San Vicente del Raspeig. Durante el siglo XIX, Cañada del Fenollar perteneció al ayuntamiento de San Vicente del Raspeig.

## Población
En el año 2022, Cañada del Fenollar tiene un total de 1634 habitantes distribuidos de la siguiente manera:
- El Alabastro, 207
- Barrio de Granada, 90
- La Cañada, 12
- Ermita San Jaime, 312
- El Pintat, 120
- Rambla del Pepior, 63
- Rambla del Rollet, 143
- Diseminado, 687

## Descripción general
La Cañada, nombrada del Fenollar por el hinojo, fenoll en valenciano, fue tradicionalmente una ruta de trashumancia ovina, asociada más tarde a las canteras y la fabricación de yeso. En los últimos años, los vecinos reclaman servicios básicos de los que carecen, como alumbrado público, asfaltado de caminos o alcantarillado.

## Construcciones destacadas
- Ermita de San Jaime: El centro de culto de la Cañada es la ermita de San Jaime. Construida en 1778 aproximadamente y reconstruida en 1950, es un edificio pequeño y de color blanco, rematado con una campana renombrada María del Carmen y que fue robada en el año 2021.[5] Dicha ermita está situada en un altozano y alberga la figura de Santiago Matamoros.[6]
- Lavadero: Se trata de una construcción hoy prácticamente destruida que, gracias al empeño de los vecinos, se está tratando de reconstruir. Fue un motor de la zona, mujeres de la partida acudían a Alicante en carro a recoger la ropa de hoteles y familias acomodadas que después lavaban a mano y devolvían. El edificio donde se lavaba y la balsa se fueron perdiendo cuando llegó el agua corriente y aparecieron las primeras lavadoras.[7]
- Casa del Alabastre.
- Casa de La Meca.

## Fiestas patronales
Sus fiestas patronales en honor a Santiago Apóstol y a la Virgen del Carmen son el 25 de julio. Las fiestas patronales son el evento más importante de la Cañada. Comienzan en los días previos con el pregón, la despedida de la reina y damas de las fiestas del año anterior y la presentación de las del año presente. Se celebran verbenas en la plaza de la ermita de San Jaime. Durante estos días es tradicional también la suelta de vaquillas y toros en un recinto preparado para la ocasión. La suelta de vaquillas y toros provoca controversia en los últimos años, ya que algunos partidos políticos solicitan su prohibición.

## Educación
La Cañada cuenta con un colegio rural de educación infantil y primaria. Se trata del CEIP La Cañada del Fenollar. El colegio acoge a escolares de las partidas rurales alicantinas de la Cañada del Fenollar, Moralet, La Alcoraya y Fontcalent. Es un centro con capacidad para más de un centenar de alumnos.